# Arina Spătaru
Arina Spătaru (n. 10 octombrie 1978) este o antreprenoare din Republica Moldova, fostă deputată în Parlamentul Republicii Moldova în legislatura 2019-2021.

## Studii
Arina Spătaru a absolvit Colegiul de Industrie Ușoară în 1998, specialitatea Modelarea și proiectarea articolelor vestimentare. A făcut licența la Facultatea de Economie a Institutului Nistrean de Economie și Drept, iar în 2018 a primit diplomă de master la Facultatea de Științe Reale, Economice și ale Mediului a Universității de Stat „Alecu Russo” din Bălți, specialitatea Tehnologii industriale

## Carieră
În perioada anilor 2003-2011, a activat ca antreprenoare în bază de patentă, deținând un atelier de croitorie, în baza căruia a fondat compania Arina - S SRL. A condus compania din 2011 până în martie 2019, când, odată cu accederea sa în Parlament, afacerea a trecut în gestiunea soțului său.

## Activitate politică

### Membră în PPDA (2015-2021)
În decembrie 2015 Arina Spătaru s-a lansat în politică, fiind aleasă președinta Organizației teritoriale Bălți a Partidului Platforma Demnitate și Adevăr. În 2017 a devenit membră a Biroului Politic Permanent al partidului. S-a retras din biroul politic în septembrie 2019, invocând că opiniile sale nu sunt luate în considerare în cadrul formațiunii politice.

##### Candidatura la Bălți din 2018
A candidat din partea acestui partid la funcția de primar al municipiului Bălți în 2018 și a acumulat 6,25%; primar a fost ales în cele din urmă Nicolai Grigorișin.

##### În Parlament
La alegerile parlamentare din 2019 a candidat atât pe circumscripția națională, cât și pe Circumscripția uninominală nr. 10 Bălți din partea Blocului electoral ACUM, din care făcea parte partidul său. La Bălți a fost devansată de candidații PN și PSRM, dar a ajuns în cele din urmă deputat pe listă de partid.
În Parlament, a făcut parte din fracțiunea „ACUM PLATFORMA DA” și a fost membră a Comisiei administrație publică.

##### Retragerea
La data de 16 septembrie 2021, Arina Spătaru a demisionat din funcția de membră a Platformei DA și a declarat că „nu știu de ce am decis pe atunci să stau literalmente într-o mlaștină până la capăt”.

### Independentă (2021-prezent)

##### Candidatura la Bălți din 2021
În contextul alegerilor locale noi din Bălți, organizate la 21 noiembrie 2021, Arina Spătaru a vrut să candideze pentru funcția de primar de Bălți, doar că nu a întrunit numărul de semnături necesare și astfel nu a fost înscrisă în alegeri. A boicotat alegerile locale, cerând susținătorilor să nu meargă la vot. De asemenea, a fost persoană terță în procesul de excludere a Marinei Tauber din alegeri, susținând excluderea candidatei Partidului Șor, pe 3 și 4 decembrie 2021.

## Viață personală
Arina Spătaru este căsătorită cu Anatolie Spătaru, preot la o biserică din Bălți. Cuplul are trei fii.